# Spargi
Spargi est une île italienne de l'archipel de La Maddalena, tout au nord de la Sardaigne. Elle fait partie du parc national de l'archipel de La Maddalena.

## Géographie
Avec sa superficie de 4,20 km2 pour environ 11 kilomètres de côtes, Spargi est la troisième île de l'archipel par sa taille, après La Maddalena et Caprera. Elle est entièrement constituée de granit rose, avec un relief tourmenté qui culmine à 153 m à la Guardia Preposti.
La côte ouest, directement exposée aux coups de mistral, est particulièrement sauvage et inhospitalière. À l'Est, la côte est découpée par une succession de criques au fond desquelles se nichent des plages renommées pour la finesse de leur sable blanc et la transparence des eaux émeraude, la plus connue étant la Cala Corsara (dénommée ainsi, car des pirates corses auraient eu l'habitude de relâcher dans cette anse). Ces criques, encadrées de rochers où l'érosion a sculpté des formes spectaculaires – de type taffoni –, attirent les plaisanciers et des excursionnistes à la belle saison. L'île est en temps normal inhabitée.
À l'Ouest de Spargi se trouve la petite île de Spargiotto, elle-même escortée d'un îlot appelé Spargiottello. En tant que réserves d'avifaune, leur accès est strictement interdit.

## Histoire
Des vestiges navals de l'époque romaine datant du IIe siècle av. J.-C. ont été retrouvés dans les eaux de Spargi.
Au début du XIXe siècle, l'île constitua le refuge de Natale Berretta qui, fuyant sa condamnation, y vécut avant d'être innocenté[réf. nécessaire]. Au tournant des années 1900, des installations de défense militaires ont été édifiées sur l'île, dont le fort Zanotto qui fut utilisé durant les deux conflits mondiaux.